# Anthroherposoma franciscoloi
Anthroherposoma franciscoloi är en mångfotingart som beskrevs av Manfredi 1953. Anthroherposoma franciscoloi ingår i släktet Anthroherposoma och familjen knöldubbelfotingar. Inga underarter finns listade i Catalogue of Life.